# Dạ oanh
Dạ oanh (tên khoa học: Luscinia megarhynchos) là một loài chim trong Họ Đớp ruồi (Muscicapidae) thuộc Bộ Sẻ (Passeriformes). Trước đây dạ oanh được xếp vào họ Hoét (Turdidae), sau được phân vào họ Đớp ruồi, và thuộc phân họ Chích chòe (Saxicolinae).
Dạ oanh là một trong những biểu tượng quốc gia của Iran.

## Mô tả
Dạ oanh có kích thước lớn hơn oanh châu Âu một chút, với chiều dài vào cỡ 15–16,5 cm (5,9–6,5 in). Nó có màu nâu ở phần lưng và mặt trên, ngoại trừ cái đuôi có màu hơi đỏ. Phần bụng có màu vàng nâu sẫm hay trắng. Con trống và con mái có ngoại hình giống nhau. Các phân loài L. m. hafizi và L. m. africana sống ở phía Đông có phần lưng nhạt hơn và chi tiết màu sắc mạnh hơn ở mặt, bao gồm phần lông trên mắt nhạt màu hơn. Màu của một vùng lông hẹp xung quanh mắt nhạt hơn so với lông của đầu và lưng, tạo thành một cái "vòng" nhỏ màu trắng bao xung quanh con mắt màu đen. Trứng dạ oanh có màu xanh xám như trái ôliu với những đốm đỏ. Tiếng hót của dạ oanh được đánh giá là một trong những âm thanh hay nhất trong tự nhiên và là nguồn cảm hứng cho bài hát cùng tên, chuyện cổ tích, cùng tên của Andersen, vở nhạc kịch cùng tên, quyển sách cùng tên, nhiều bài thơ ca, và nhiều tác phẩm nghệ thuật khác.

## Phân bố và môi trường sống
Dạ oanh là một loài chim di trú, sinh sống tại các rừng mưa và bụi rậm ở châu Âu và Tây Nam châu Á, tuy nhiên không được tìm thấy trong môi trường tự nhiên ở châu Mỹ. Chúng thường được coi là một loài chim của nước Anh vì sự hiện diện với số lượng lớn tại quốc gia này, nhưng dạ oanh vẫn có thể được tìm thấy ở Tây-Trung Âu, Nam Âu, châu Phi và Trung Cận Đông. Nhìn chung loài chim này khá "kín kẽ" và khó tìm thấy, vì chúng thường trú ẩn sâu trong các bụi rậm, chúng cũng sống ở gần các nguồn nước, và săn bắt sâu bọ trên mặt đất. So với loài oanh phương Đông (Luscinia luscinia) có quan hệ gần gũi với nó, thì phân bố của dạ oanh nằm xích về phía Nam hơn. Chúng làm tổ có hình chén bằng lá khô và rễ cây nằm trên hoặc nền đất, trong hoặc gần các bụi cây dày đặc. Chúng trú đông ở châu Phi - một số cá thể đã vượt 3.000 dặm (4.800 km) từ Anh sang tận Sénégal và Gambia - và trở lại miền Bắc vào khoảng tháng Tư. Ít nhất ở vùng Rheinland (Đức), nơi sống của dạ oanh gần trùng với một số thông số địa lý, tỉ như:
- độ cao không quá 400 m (1.300 ft) so với mực nước biển
- nhiệt độ không khí trung bình trong mùa sinh trưởng trên 14 °C (57 °F)
- trong một năm có hơn 20 ngày có nhiệt độ vượt quá 25 °C (77 °F)
- lượng mưa dưới 750 mm
- chỉ số khô hạn dưới 0,35
- không có tán rừng kín

Trong thời gian gần đây, phân bố và quần thể dạ oanh đang có xu hướng suy giảm nghiêm trọng, như ở Anh số lượng loài chim này đã sụt 57 phần trăm trong giai đoạn 1995-2009, và theo một phát ngôn viên của Hội Ủy thác điểu cầm học Anh quốc (British Trust for Ornithology) thì trên nước Anh chỉ còn khoảng 6.000 con chim trống. Nguyên nhân chính là do môi trường sống của chúng càng ngày càng bị thu hẹp, ví dụ như các loài mang và hoẵng đã ăn mất nhiều cây bụi nơi chúng sống, hoặc do diện tích rừng thu hẹp bởi chính sách quản lý rừng, hoặc do mùa xuân trở nên lạnh và ẩm hơn.

## Phân loài
- L. m. megarhynchos Brehm C.L., 1831: Tây và trung châu Âu tới trung Thổ Nhĩ Kỳ và về phía nam tới Jordani.
- L. m. africana (Fischer G. A. & Reichenow, 1884): Đông Thổ Nhĩ Kỳ, Kavkaz, bắc và tây nam Iran.
- L. m. hafizi Severtsov, 1873: Đông Iran tới Kazakhstan, tây nam Mông Cổ và tây bắc Trung Quốc.

## Tập tính và sinh thái
Dạ oanh là loài động vật ăn tạp, chúng ăn côn trùng, hoa quả, hạt cây. Đến lượt mình, chim dạ oanh là món ăn khoái khẩu của chuột cống, cáo, mèo, bò sát như thằn lằn cỡ lớn và rắn, cùng các loài chim săn mồi cỡ lớn. Chúng đẻ 5-6 trứng mỗi lứa.

### Tiếng hót
Tên gọi "dạ oanh" bắt nguồn từ việc loài chim này có tập tính hót vào cả ban đêm lẫn ban ngày. Việc hót vào ban đêm là một đặc điểm nổi tiếng của dạ oanh, vì phần lớn các loài chim chỉ hót vào ban ngày và ngừng hót khi trời chuyển tối. Các quan sát cho thấy dạ oanh thật ra không phải là động vật ăn đêm vì phần lớn các hoạt động - kể cả hót - đều diễn ra vào ban ngày, tuy nhiên việc hót vào ban ngày có chức năng đánh dấu lãnh thổ của các con chim trống, trong khi việc hót vào ban đêm có chức năng thu hút các chim mái lúc này đang đi loanh quanh lựa chọn bạn tình - dĩ nhiên là theo tiêu chuẩn ai hót hay hơn. Giọng hót của dạ oanh được cho là có âm lượng lớn, đa dạng, buồn, ngọt ngào, có thể kéo dài đến vài giờ, và đặc biệt chúng có những giai điệu mạnh dần tới đỉnh cao với âm lượng rất lớn mà loài oanh phương Đông Luscinia luscinia không hề có. Những cá thể dạ oanh sống trong môi trường thành thị có giọng hót to hơn vì chúng cần phải lấn át tiếng ồn của thành phố.
Những con chim trống lớn tuổi thường có nhiều cơ hội có được bạn tình hơn, vì kinh nghiệm giúp cho chúng có thể "sáng tác" ra nhiều "bài hát" hơn so với các con còn non kinh nghiệm, và số lượng phiên bản tiếng hót có thể lên đến 260 "bài". Ngoài ra, những con chim trống lớn tuổi còn có thể hót với một giọng rung cực nhanh, đến 100 âm rung trong một giây, hơn rất nhiều so với những con chim còn non, và được Tạp chí Avian Biology đánh giá là những chú chim hót nhanh nhất thế giới. Và chính những con chim mái cũng có thể nhận biết được tuổi của chim trống thông qua số lượng âm rung mà chim trống hót được, và chúng thường chọn những bạn tình lớn tuổi vì chim trống lớn tuổi sẽ có nhiều kinh nghiệm chăm con và bảo vệ lãnh thổ hơn. Hót dường như là một việc làm tốn nhiều công sức vì sau mỗi đêm "ca hát" cật lực, những chú chim dạ oanh đực đều bị sụt cân.
Sau khi lập gia đình, chuyện hát hò chấm dứt để tránh gây chú ý không cần thiết đến tổ, trứng và chim non; thay vào đó là những tiếng kêu chíp chíp báo hiệu an toàn hoặc biến cố. Khi gặp nguy hiểm, dạ oanh cất tiếng kêu báo động nghe gần giống như tiếng ếch.

## Dạ oanh trong văn hóa và xã hội con người
Dạ oanh là biểu tượng quan trọng của thi ca trong nhiều thời kỳ khác nhau và mang nhiều ý nghĩa biểu tượng khác nhau. Trong tác phẩm Odýsseia, nhà thơ Homēros có nói đến chuyện thần thoại về Philomela bị biến thành chim dạ oanh). Chuyện thần thoại này chính là chủ đề của vở bi kịch Tereus của Sophokles, nay chỉ còn sót lại vài phần. Nhà thơ Ovidius cũng có nhắc đến câu chuyện này trong tập thơ "Biến hình" (Metamorphoses). Câu chuyện này về sau được cải biên bởi các nhà thơ như Chrétien de Troyes, Geoffrey Chaucer, John Gower và George Gascoigne. Tác phẩm "The Waste Land" của T.S. Eliot cũng viết về chủ đề tương tự. Vì tính chất bi kịch liên quan đến câu chuyện thần thoại này, tiếng hót của dạ oanh thường được xem là biểu tượng của sự ai oán.
Dạ oanh còn là biểu tượng của thi ca vì sự sáng tạo và thanh thoát, tự nhiên của tiếng hót. Aristophanes và Callimachus đều xem dạ oanh là biểu hiện của thi ca. Vergilius so sánh lời ai oán của nhà thơ Orpheus với tiếng hót của chim dạ oanh.
Trong bài Sonnet số 102, Shakespeare so sánh tình yêu thi ca của mình với tiếng hót của dạ oanh như sau:
"Our love was new, and then but in the spring,
When I was wont to greet it with my lays;
As Philomel in summer's front doth sing,
And stops his pipe in growth of riper days:"
Trong thời kỳ của chủ nghĩa lãng mạn, ý nghĩa của dạ oanh được thay đổi thêm một lần nữa, không chỉ là biểu tượng của thi ca đơn thuần, mà là hình ảnh của một nhà thơ "bậc thầy của một nghệ thuật thượng đẳng có khả năng tạo cảm hứng cho những nhà thơ phàm tục". Đới với các bài thơ lãng mạn, dạ oanh thậm chí còn được so sánh với các nàng thơ. Coleridge và Wordsworth xem dạ oanh không chỉ là một ví dụ cho sự sáng tạo thi ca, mà còn là tiếng gọi của tự nhiên. Tác phẩm "Ode to a Nightingale" của John Keats minh họa một chú chim dạ oanh như là một nhà thơ lý tưởng đã sáng tác ra những tác phẩm mà Keats hằng mong muốn mình có thể viết được. Với cảm hứng tương tự, Percy Bysshe Shelley đã viết trong tác phẩm "Biện hộ cho thi ca" (A Defense of Poetry) như sau:
| “                | Một nhà thơ là một chú chim dạ oanh ngồi trong bóng tối và cất cao tiếng hót để cổ vũ cho sự cô đơn của nó bằng những âm thanh ngọt ngào. Thính giả của anh ta là những người tiếp nhận một giai điệu của một nhạc sĩ vô hình, cảm thấy họ trở nên xúc động và mềm dịu nhưng không hề biết khi nào và tại sao lại như vậy. | ” |
| — P. B. Shelley, | |   |

Ngoài ra, tình yêu của chim dạ oanh dành cho hoa hồng được dùng rất rộng rãi, thường là mang nghĩa ẩn dụ, trong văn học Ba Tư. Iran hiện nay được mệnh danh là "đất nước của hoa hồng và chim dạ oanh".
Dạ oanh đã xuất hiện trong ít nhất các tác phẩm văn học, nghệ thuật sau:
- Chim dạ oanh (tiếng Hy Lạp cổ: Ἀηδών, Aēdōn) là một nhân vật phụ trong vở hài kịch "Những chú chim" (Ornithes) sáng tác năm 414 TCN của Aristophanes.
- "Chim cú và chim dạ oanh" (The Owl and the Nightingale) là một bài thơ viết bằng tiếng Anh trung kỳ có niên đại vào khoảng thế kỷ 12 hay 13, có nội dung nói về cuộc tranh luận giữa chim cú và chim dạ oanh.
- Bài thơ xônét "To the Nightingale" (viết khoảng năm 1632–33) của John Milton so sánh đối chiếu giữa hình tượng dạ oanh là loài chim dành cho tình yêu, trong khi chim cu cu biểu hiện cho người vợ không chung thủy (cuckoled) với chồng.
- Tác phẩm "The Nightingale: A Conversation Poem" của Samuel Taylor Coleridge (in năm 1798) tranh luận về tư tưởng truyền thống về ý nghĩa của dạ oanh là nỗi sầu muộn.
- Bản giao hưởng số 6 "Người mục đồng" của Ludwig van Beethoven (1808) có đoạn sử dụng sáo nhằm mô phỏng tiếng hót của dạ oanh.
- Bài "Ode to a Nightingale" (1819) của John Keats được Edmund Clarence Stedman miêu tả là "gần như rất hoàn hảo" [29] và Algernon Charles Swinburne miêu tả là một trong những tuyệt phẩm trong mọi thời đại.[30]
- Dạ oanh là một nhân vật chính trong truyện cổ tích cùng tên của Hans Christian Andersen viết năm 1843.[31]
- Bản ghi tiếng hót của dạ oanh được đưa vào cuối phần "I pini del Gianicolo: Lento", phần ba của bản giao hưởng viết năm 1924 của Ottorino Respighi là Pini di Roma.
- Igor Fyodorovich Stravinskiy đã viết vở nhạc kịch Dạ oanh (1914) mô phỏng theo truyện cổ tích cùng tên của Hans Christian Andersen và sau đó viết một bài thơ giao hưởng "Tiếng hót của chim dạ oanh" (Le chant du rossignol) năm 1917, sử dụng phần nhạc trong vở kịch đó.
- Năm 1915, Joseph Lamb viết một bản nhạc mang tên "Ragtime Nightingale" nhằm mô phỏng tiếng hót của chim dạ oanh.[32]
- "A Nightingale Sang in Berkeley Square" (1939) là một trong những bài hát nổi tiếng nhất tại Anh trong thế chiến thứ hai.
- Chim dạ oanh được khắc trên hình mặt sấp và mặt ngửa của đồng 1 kuna của Croatia phát hành năm 1993.[33]

Nightingale là tên của một nữ y tá nổi tiếng Florence Nightingale.

## Hình ảnh

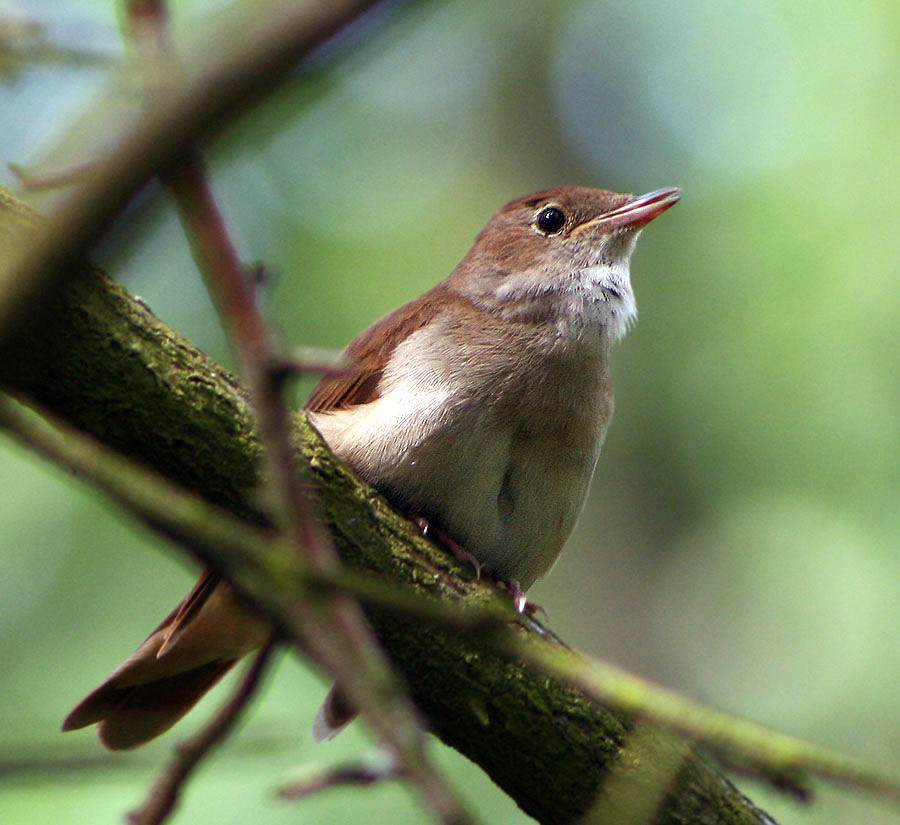
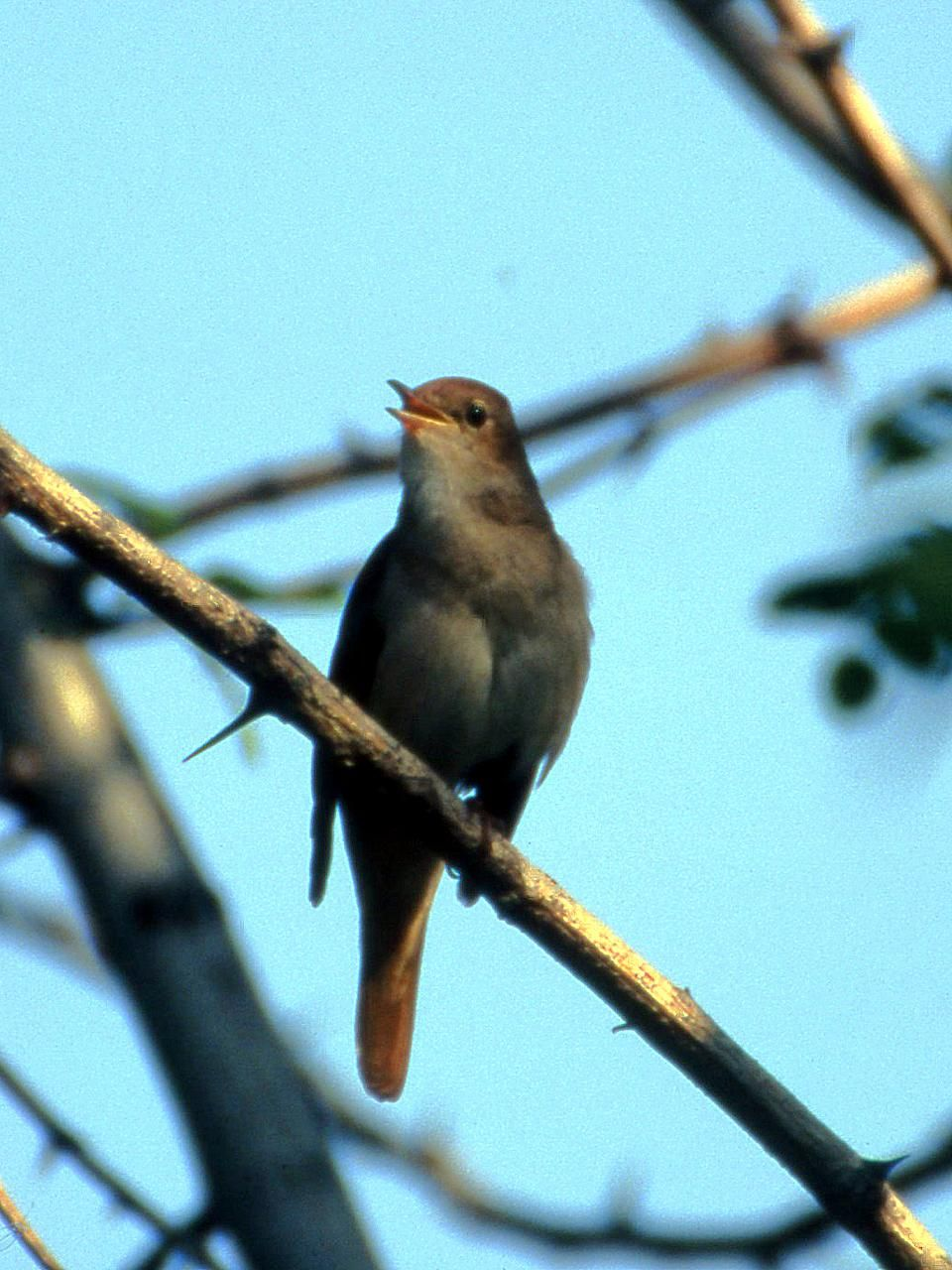
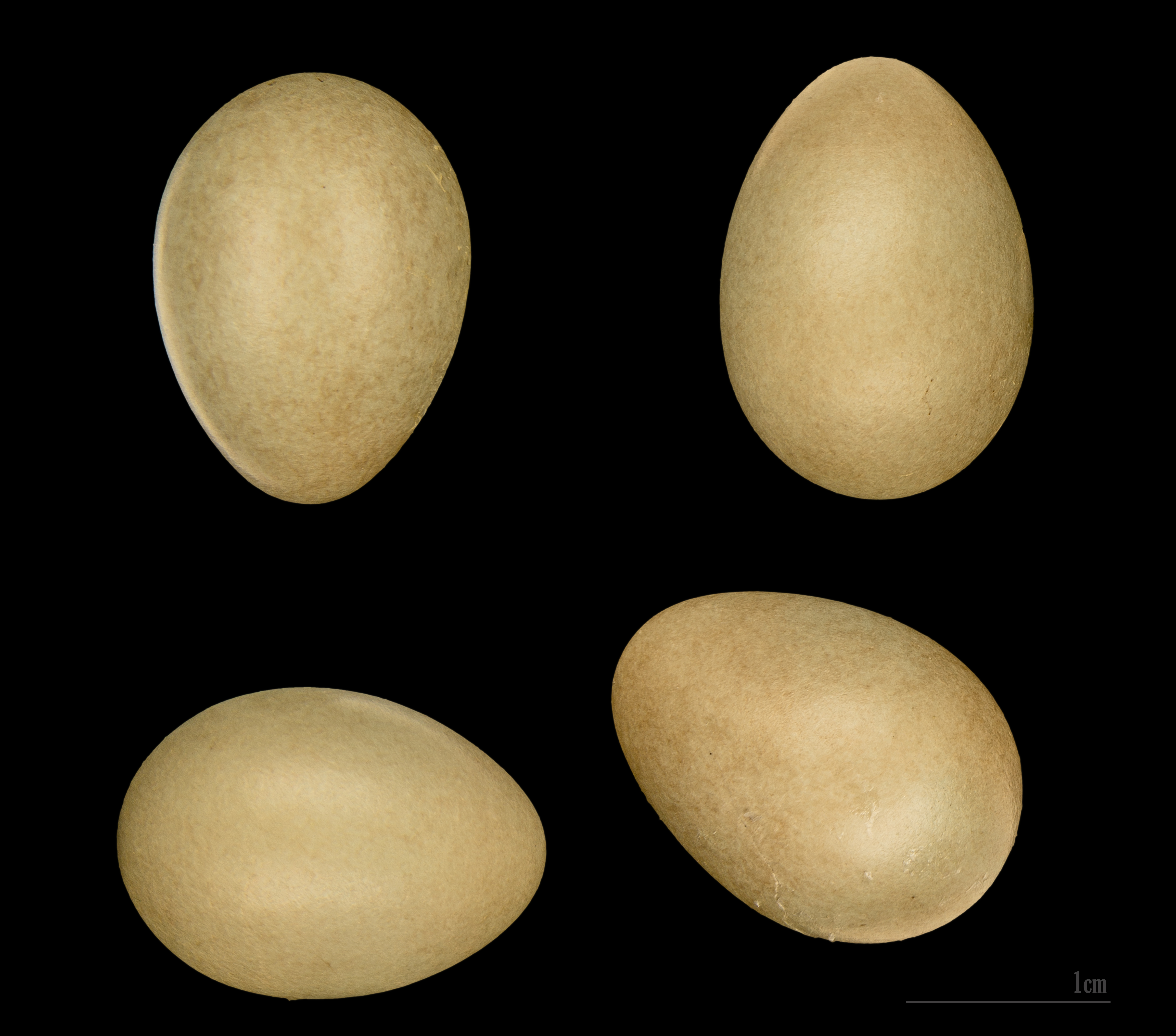